# Галицький 20-й піхотний полк
20 -й піхотний Галицький полк   — піхотна військова частина  Російської імператорської армії.
- Старшинство — 17 січня 1811 року.
- Полкове св'ято — 8 листопада.

## Історія
Сформовано в трьохбатальйонном складі в місті Севастополь 17 січня 1811 року з рот, виділених по три з гарнізонних батальйонів: Бакинського, Тамбовського, Царицинського і Потійського. Батальйони полку складалися з 4 рот: однієї гренадерської і трьох мушкетерських. На 1812 рік галичани входили до складу 10-а піхотна дивізія (Російська імперія), і брали участь у вигнанні армії об'єднаної Європи за межі Росії. У 1813 р з Галицького полку було виділено 2-й батальйон на сформування 8-го єгерського полку, а в 1814 р в полку був сформований 4-й резервний батальйон.
В Російсько-турецька війна 1828—1829 рр. Галицький піхотний полк 26 вересня 1828 р в складі військ 2-го корпусу, прибув під Сілістру. За зняття облоги Сілістри 27 жовтня Галицький полк у складі ар'єргарду, під начальством генерал-ад'ютанта графа Сухтелена Павла Петровича, прикривав відступ стану облоги корпусу з-під Сілістри на зимові квартири і переправу їх через Дунай, а потім 30 травня 1829 брав участь в битві при Кюлевча.
В Польське повстання 1830 року Галицький полк перебував у діючій армії графа Дибич-Забалканського Івана Івановича (находився в 2-му піхотному корпусі Пален Петра Петровича).
28 січня 1833 р по приєднанні до полку 10-го єгерського полку, перейменований в Галицький єгерський полк; склад полку був: 4 дійсних батальйони з нестройовою ротою і зведений резервний батальйон зі зведеним нестройовим відділенням, який у воєнний час розгортався в 5-й і 6-й резервний батальйони з нестройовими відділеннями. В цьому ж році 1-му і 2-му дійсному і 5-му резервному батальйонах були подаровані знаки на шапки з написом: «За відзнаку», для порівняння з іншими батальйонами, які надійшли з 10-го єгерського полку, з яким ці знаки були подаровані 31 січня 1816 р за подвиги в  Вітчизняній війні 1812 р і за походи в Європу в 1813 і 1814 рр. У 1834 р кадри 6-го резервного батальйону (у складі зведеного резервного батальйону) були скасовані, а нестройова рота і відділення її включені до складу Фурштадтского батальйону дивізії. У 1842 р скасований 5-й резервний батальйон, а замість нього в складі запасних військ було покладено мати для полку, з безстроково-відпускних, батальйони кадрового складу: 5-й резервний і 6-й запасний.
В Угорську кампанію 1849 р. Галицький єгерський полк перебував у складі колони генерал-лейтенанта Лабінцева Івана Михайловича; 5 червня він виступив з околиць містечка Грабова, перейшов Карпати і 6-го досяг д. Торно. 5 липня, після справи під Вайценом, в складі загону генерал-лейтенанта Толстого, виступив до с. Асоду. 18 липня, разом з Костромським 19-й піхотний полком, під командуванням генерал-ад'ютанта князя Горчакова Михайла Дмитровича, опанував переправою через р. Тису при Тісафюреді. 21 липня Галицький полк брав участь у битві при  Дебречіне.
У 1854 р в полку сформовані 7-й і 8-й батальйони. У такому складі Галицький полк брав участь в  Східної війні і 4 серпня 1855, під час  битви на Чорній річці, знаходився в головному піхотному резерві генерал-лейтенанта Шепелева.
Після закінчення Східної війни, 17 квітня 1856 р названий Галицьким піхотним полком; з кращих стрільців кожного батальйону сформовані були стрілецькі роти; 5-й, 6-й, 7-й і 8-й батальйони скасовані, а 4-й батальйон перейменований в резервний і відділений в резервні війська. 30 серпня 1856 г. 1-му і 2-му батальйонам наданий «похід за подвиги, мужність і хоробрість, надані під час війни 1853—1856 рр.». 3-й і 4-й батальйони в той час мали вже ця відмінність, як сформовані з 10-го єгерського полку, з яким він був нагороджений 6 квітня 1830 р за подвиги під час війни з Туреччиною в 1828—1829 рр. Того ж числа завітала полку за відміну, надану при обороні Севастополя в Кримській війні 1854—1855 , Георгіївська труба з написом: «За Севастополь в 1854 і 1855 рр.».
У 1863 р 4-й батальйон надійшов на сформування Уральського 112-го піхотного полку. 25 березня 1864 р полку присвоєно № 20-й. З нагоди призначення шефа 6 жовтня 1867 полк названий 20-м Галицьким генерал-ад'ютанта графа Кисельова Павла Дмитровича полком, а 20 листопада 1872 р по смерті шефа, як і раніше став іменуватися 20-м піхотним Галицьким полком.
В  війну з Туреччиною 1877—1878 рр. Галицький полк входив до складу 9-го армійського корпусу і брав участь у взятті фортеці Никопол і в 2-му і 3-му штурмах  Плевни. 17 квітня 1878 року всім трьом батальйонам полку подаровані Георгіївські прапори з написом: «За взяття Никопола 3 липня 1877 г.». На скобах прапора вензель імператора  Олександра I і напис: «1811 р Галицький піхотний полк».
У 1879 р з 3-х батальйонів по 4 лінійних роти і однієї стрілецької були сформовані 4 батальйони 4-ротного складу.
Полкове св'ято — 8 листопада.

## Галерея

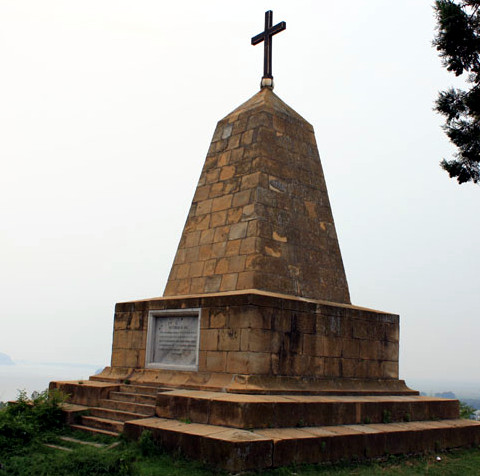
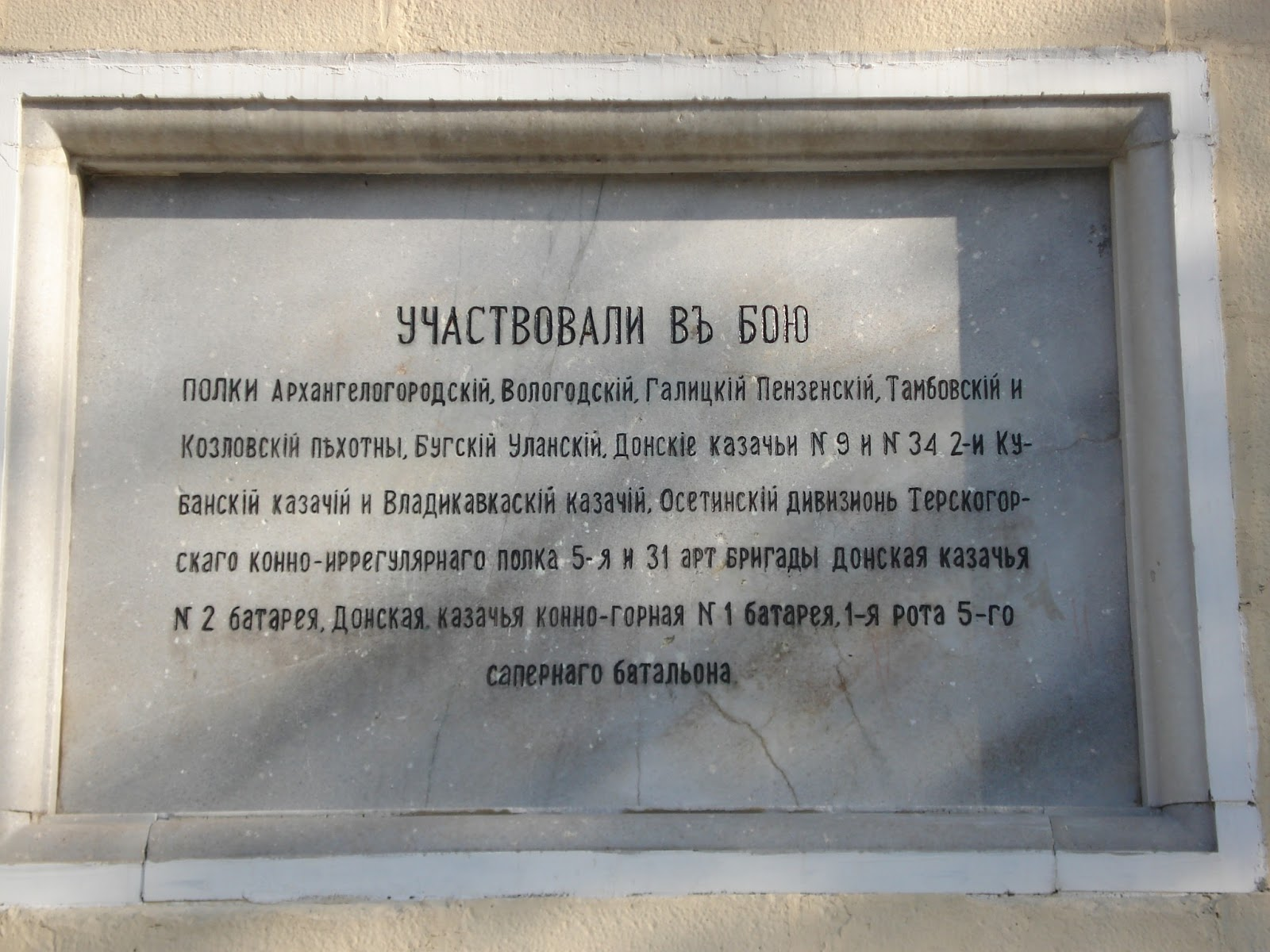
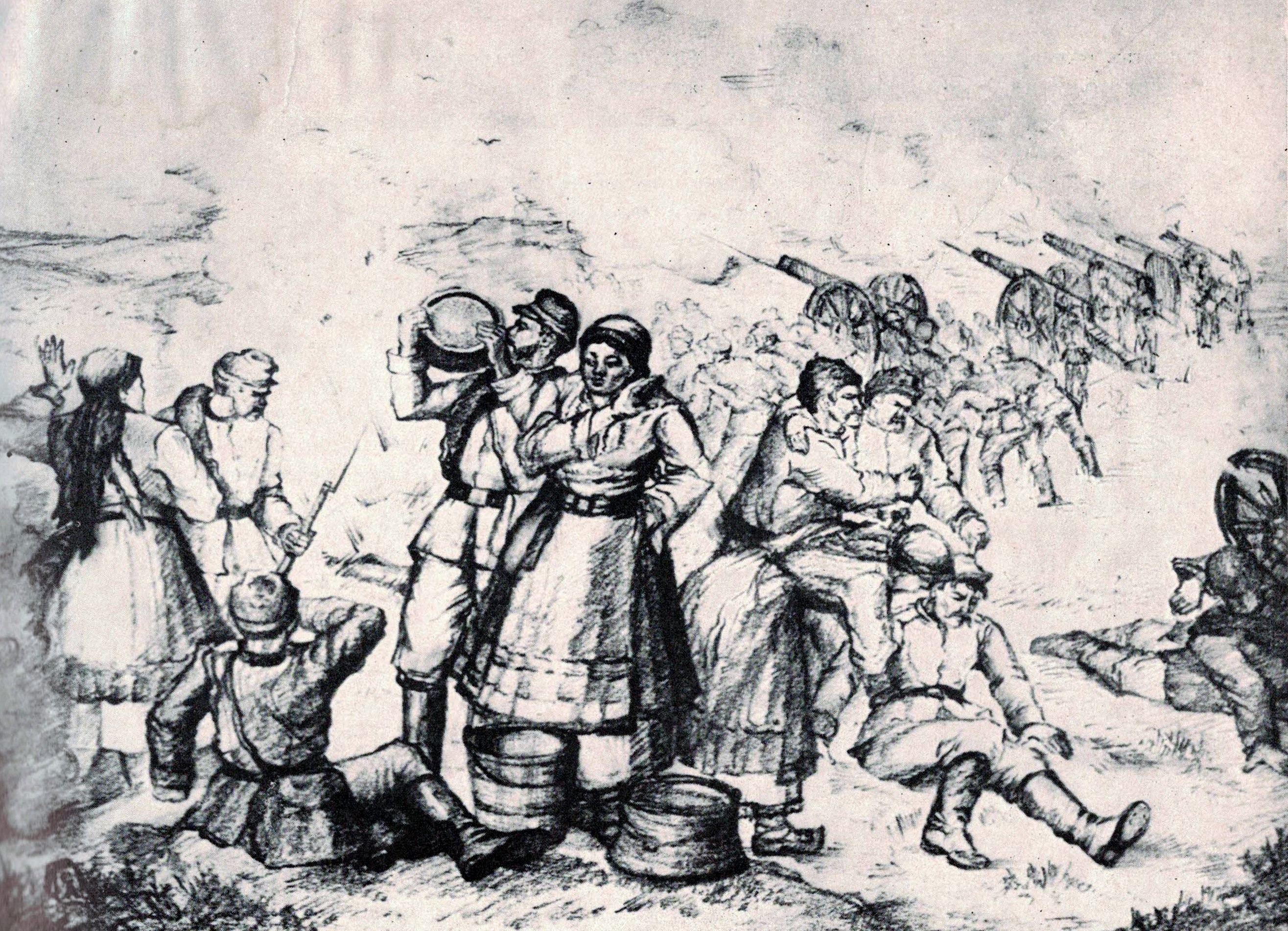
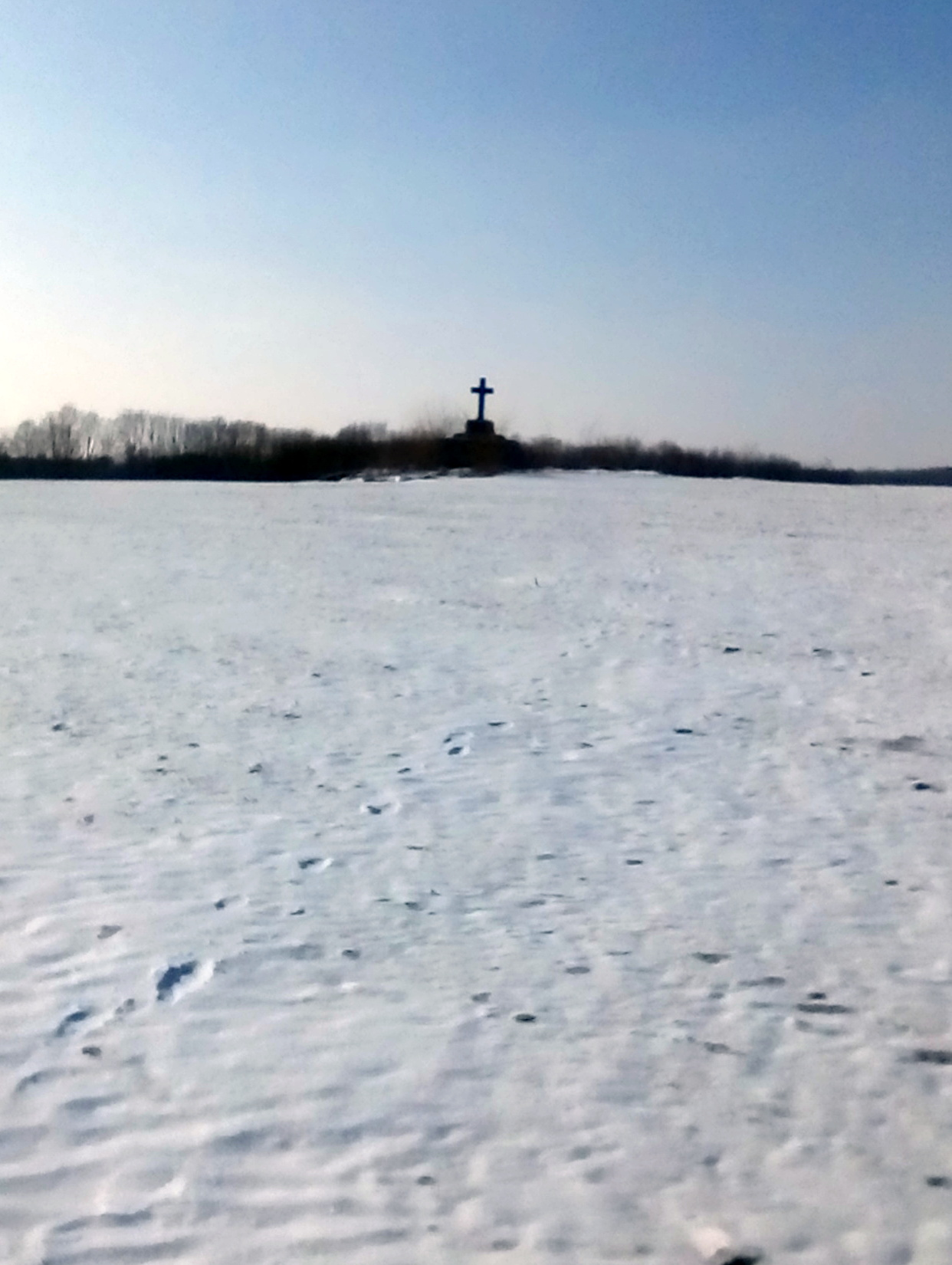
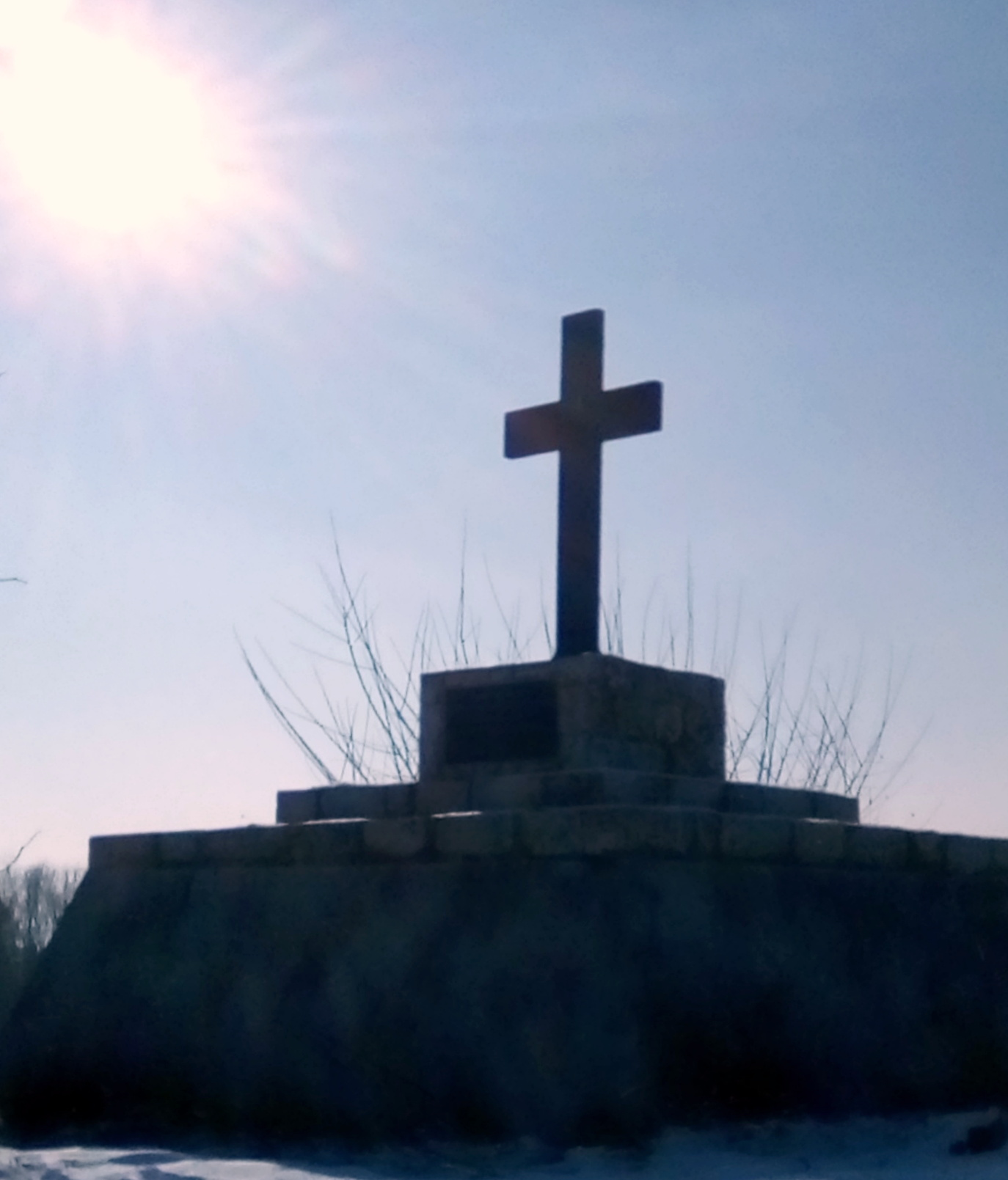
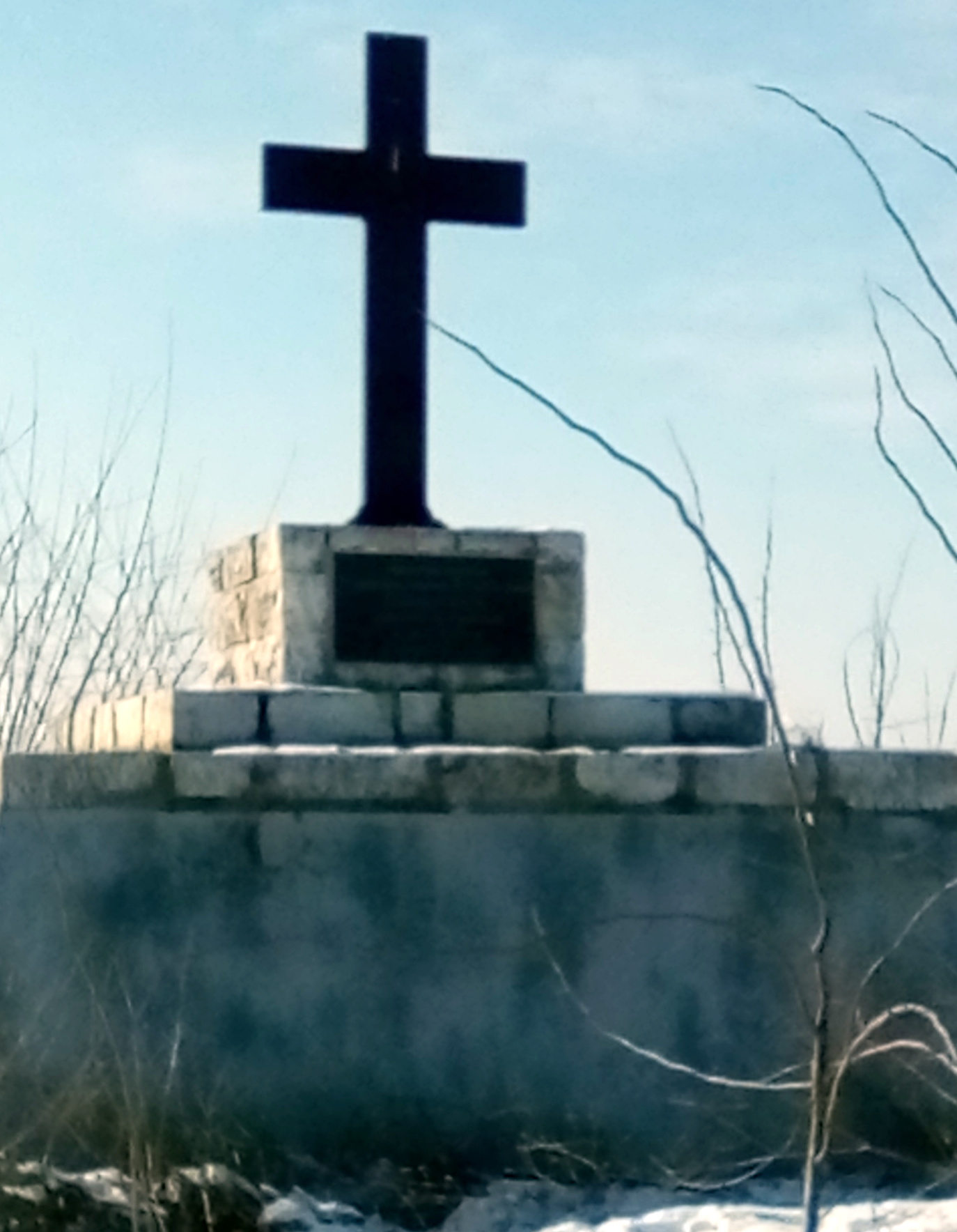
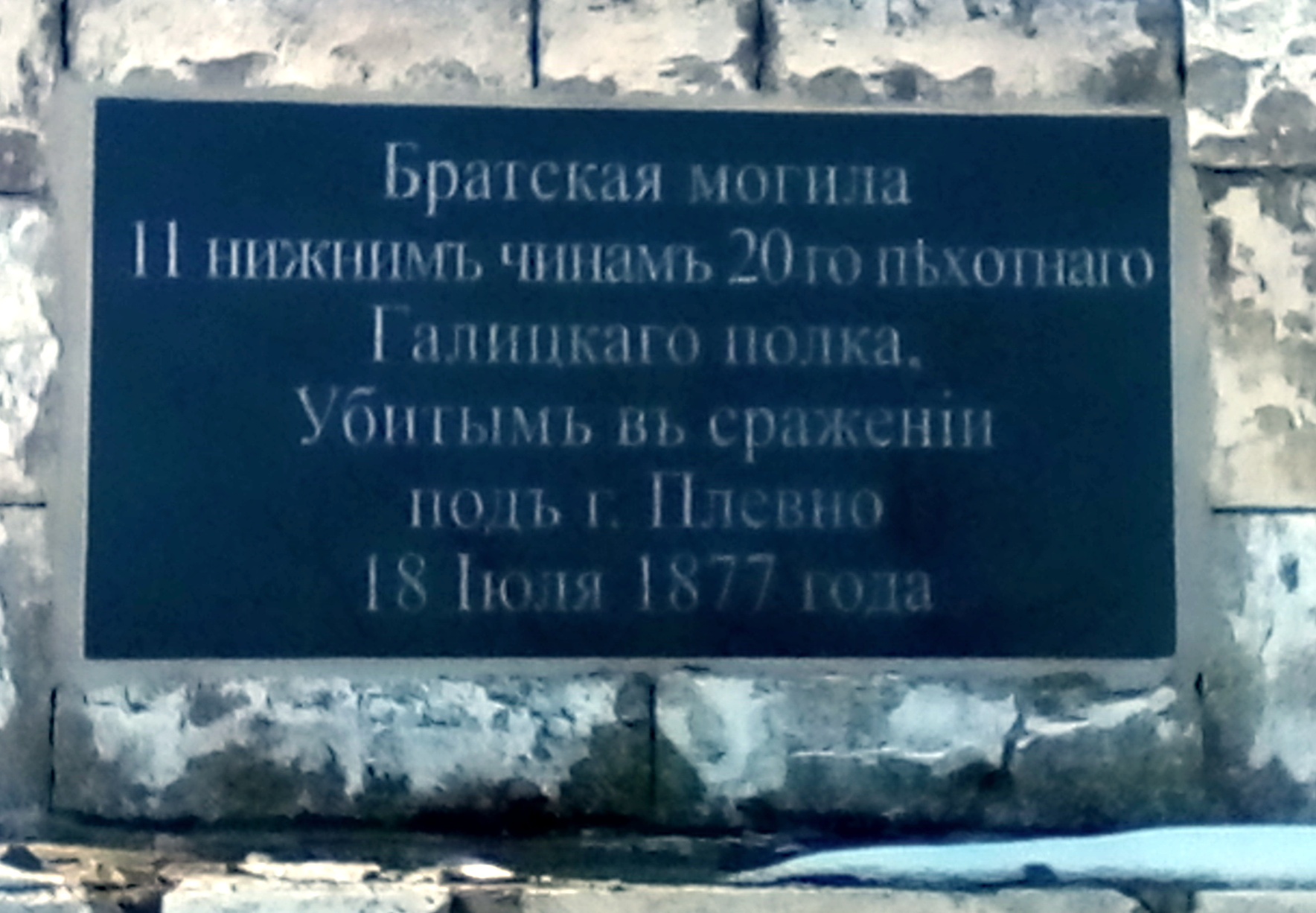
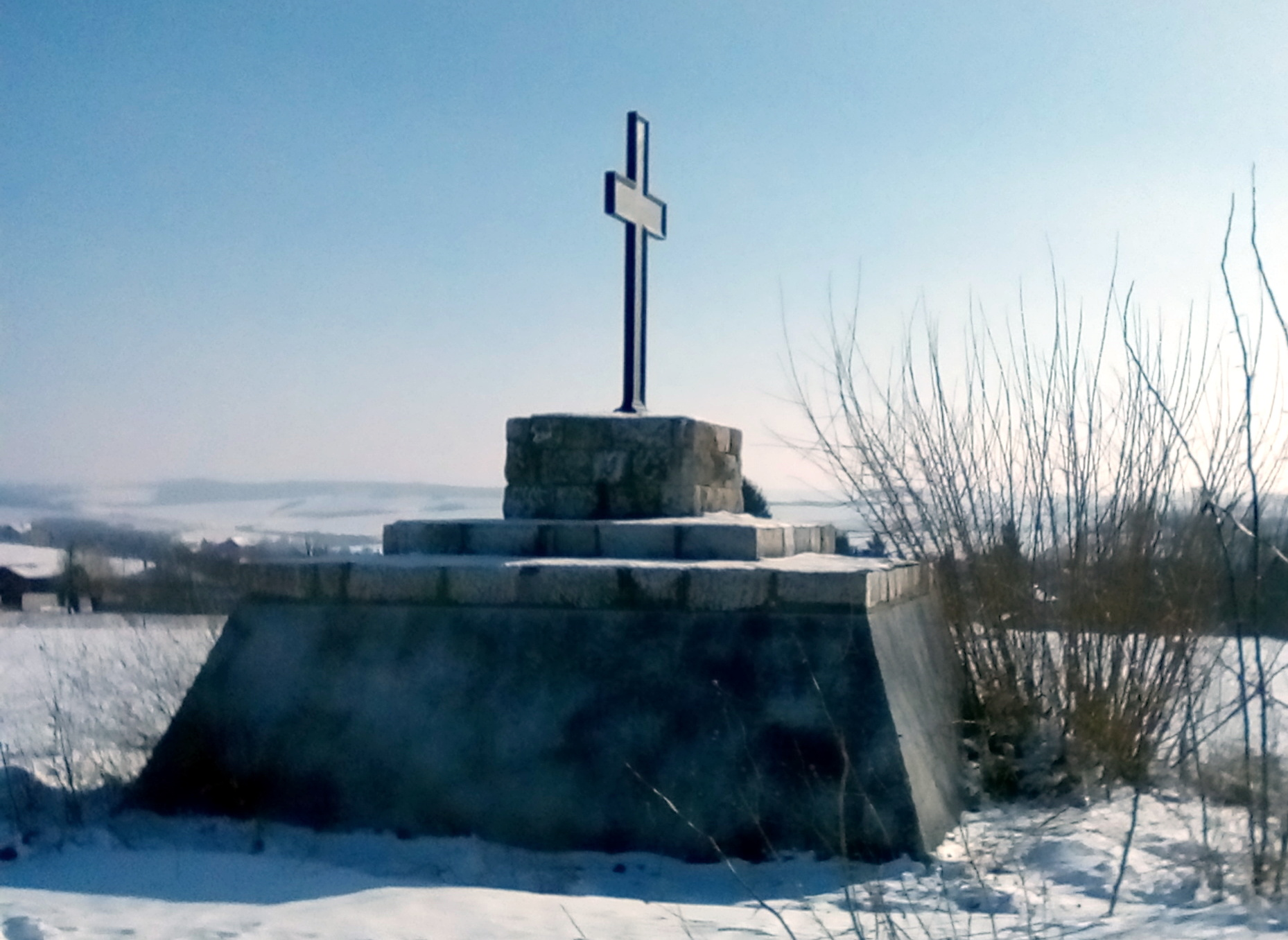
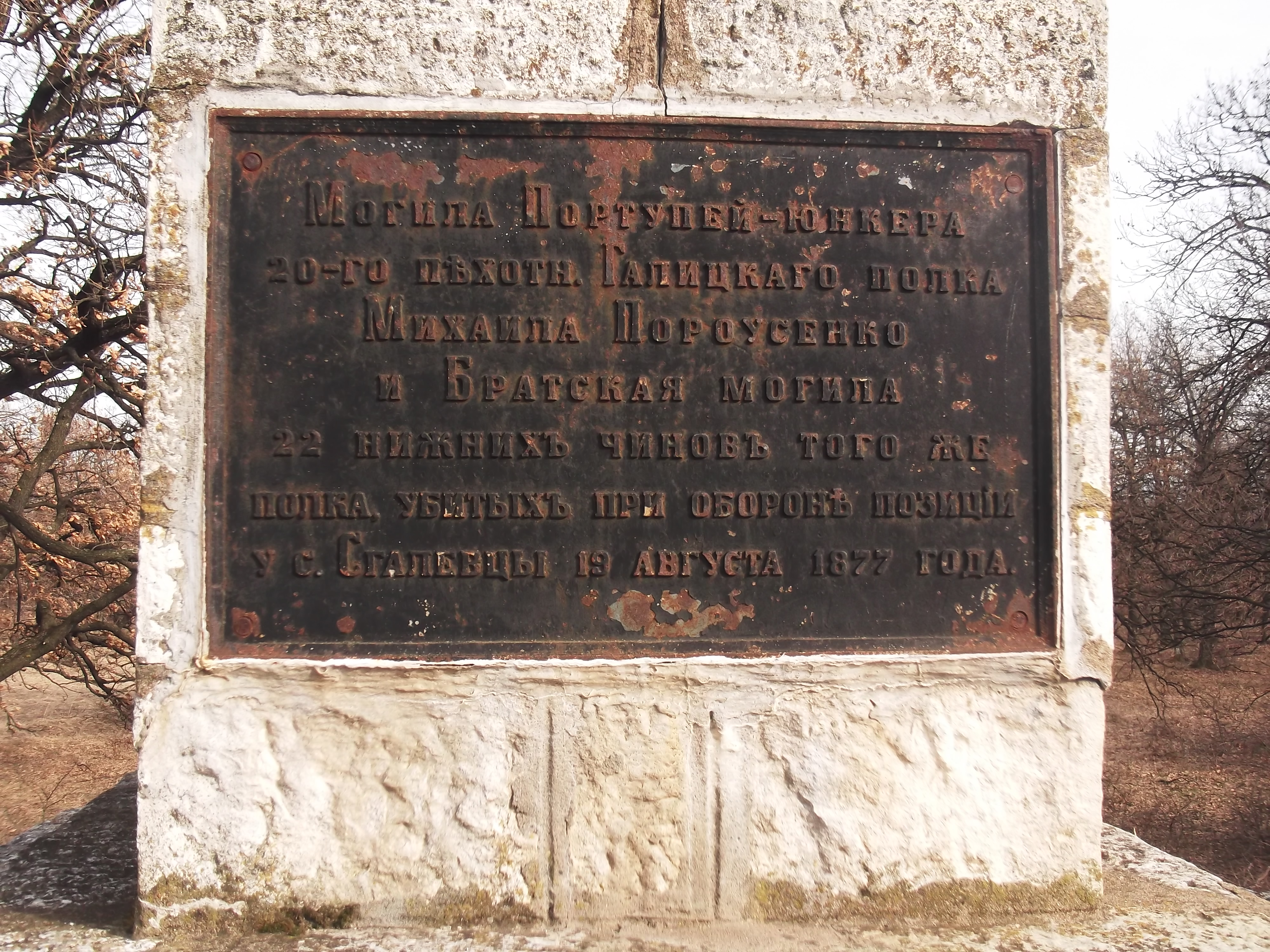
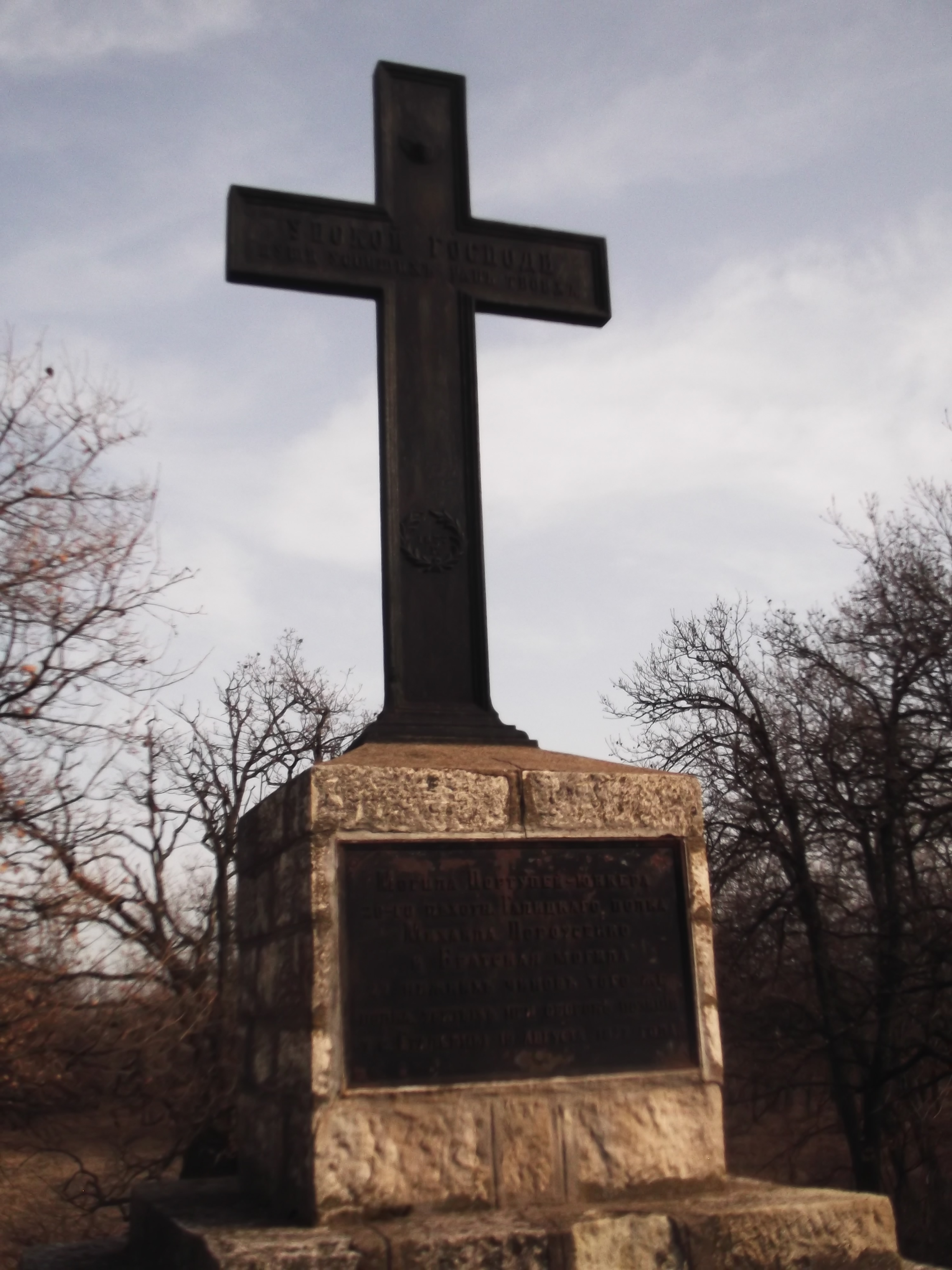
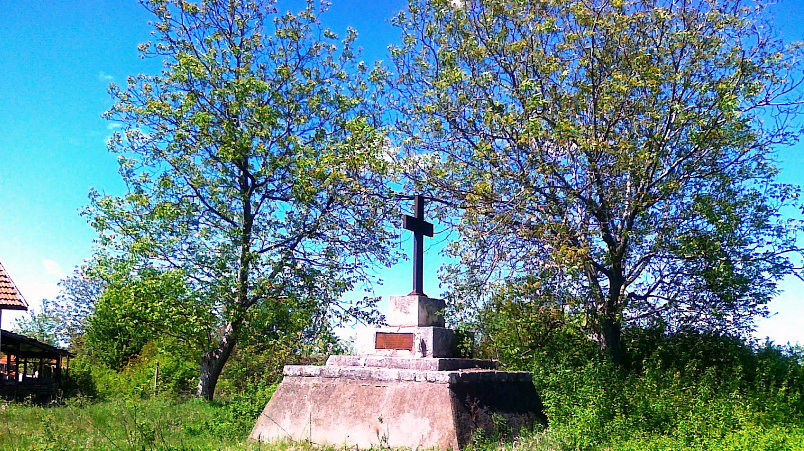
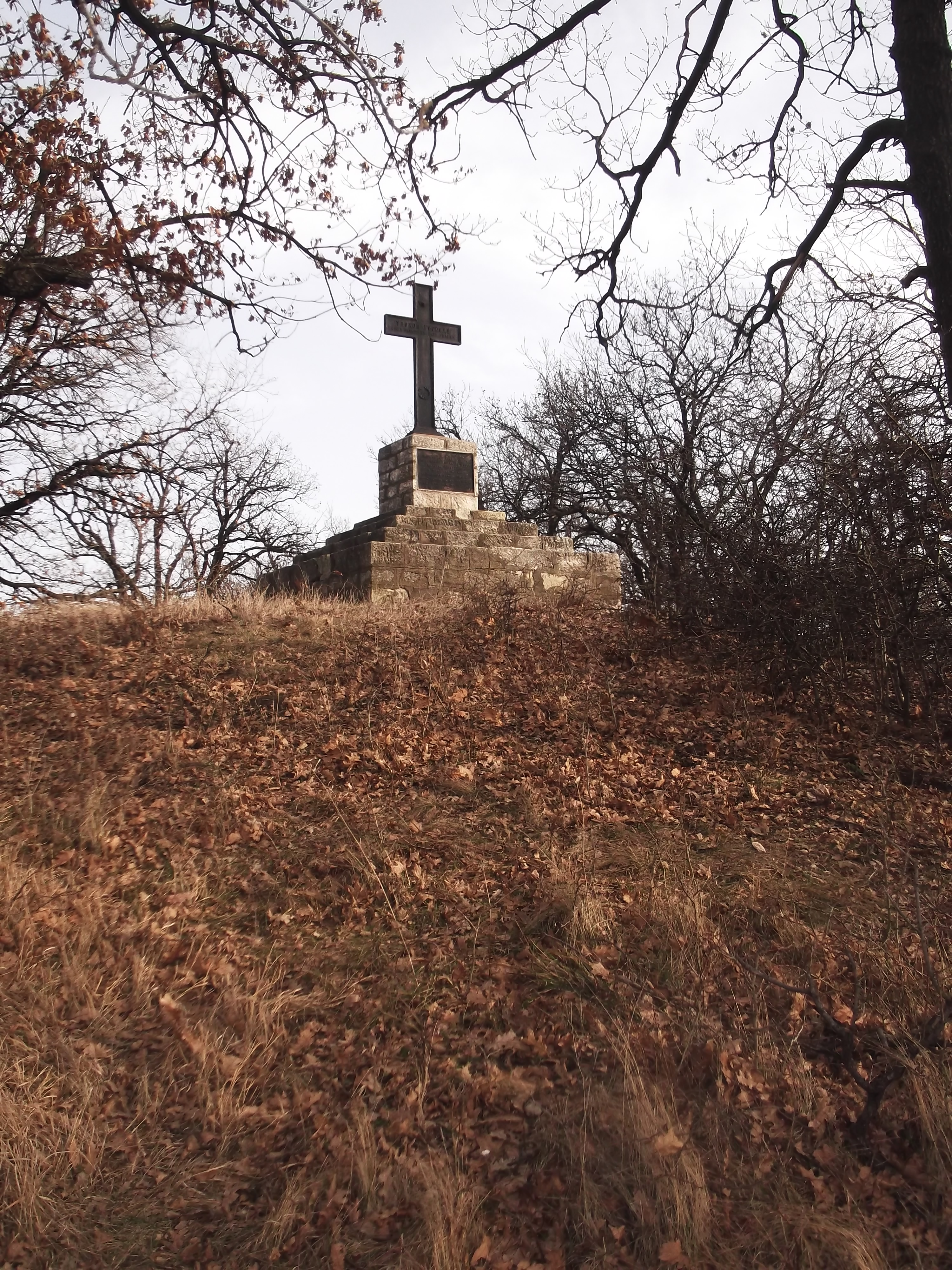
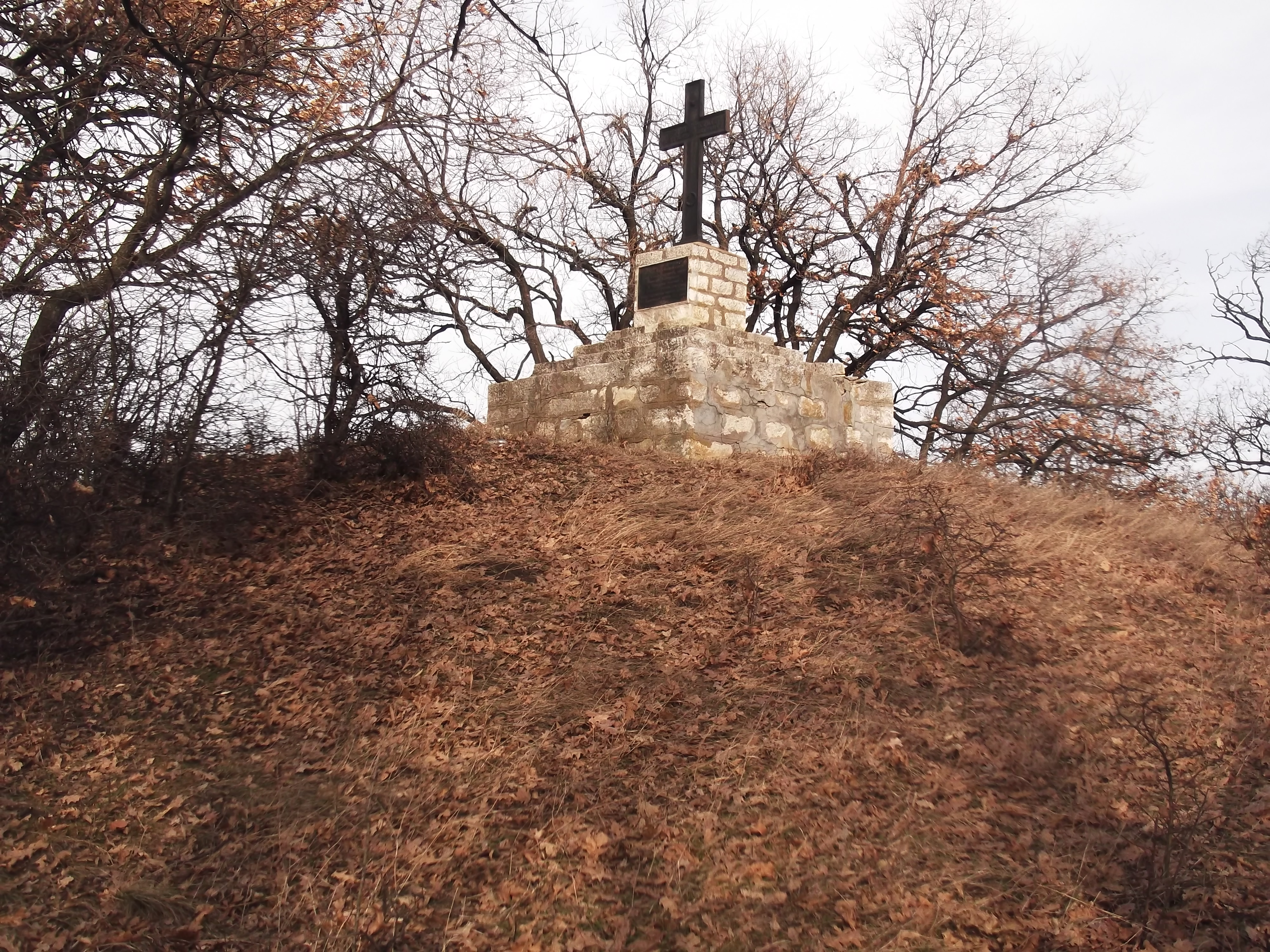
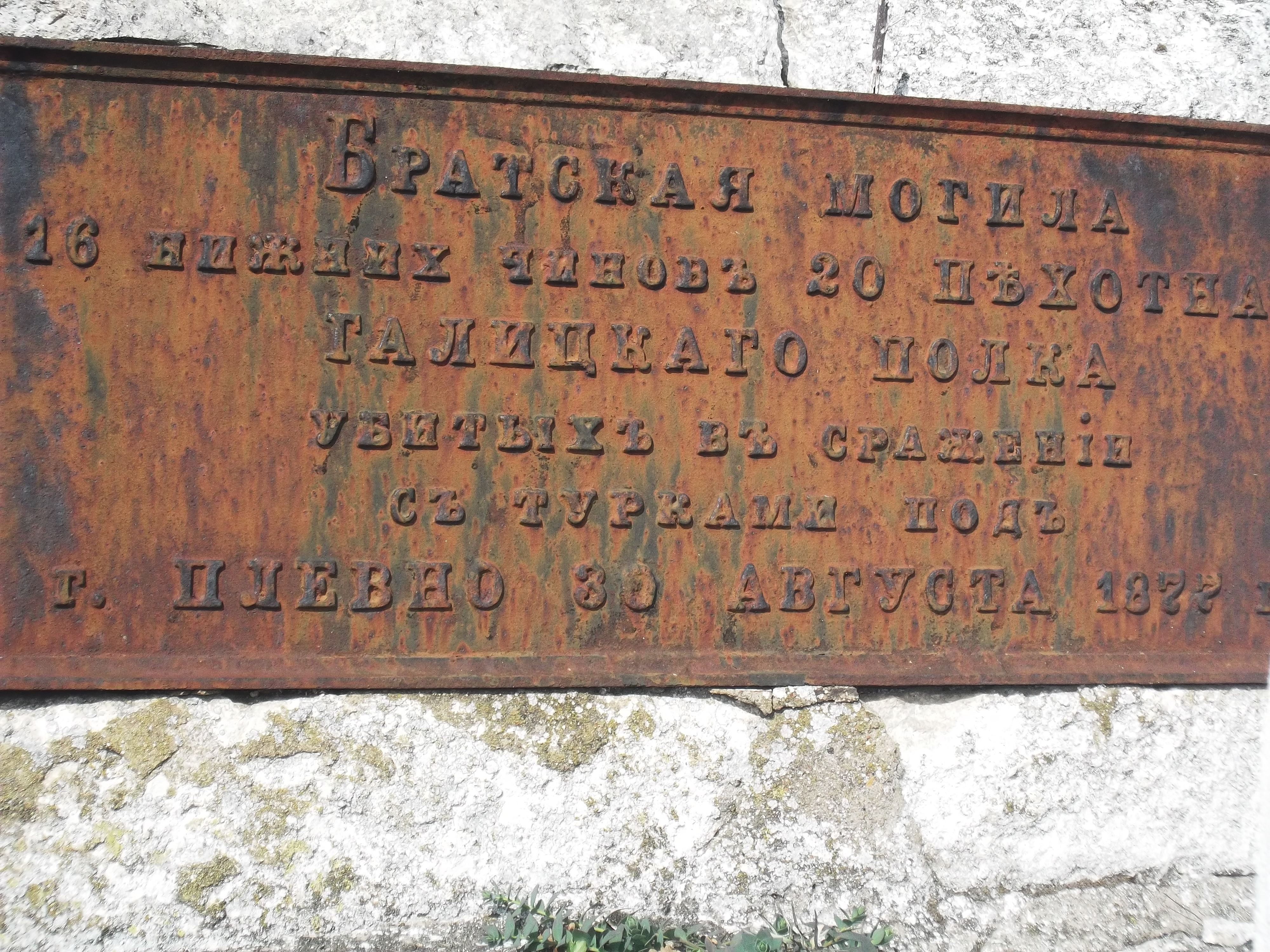
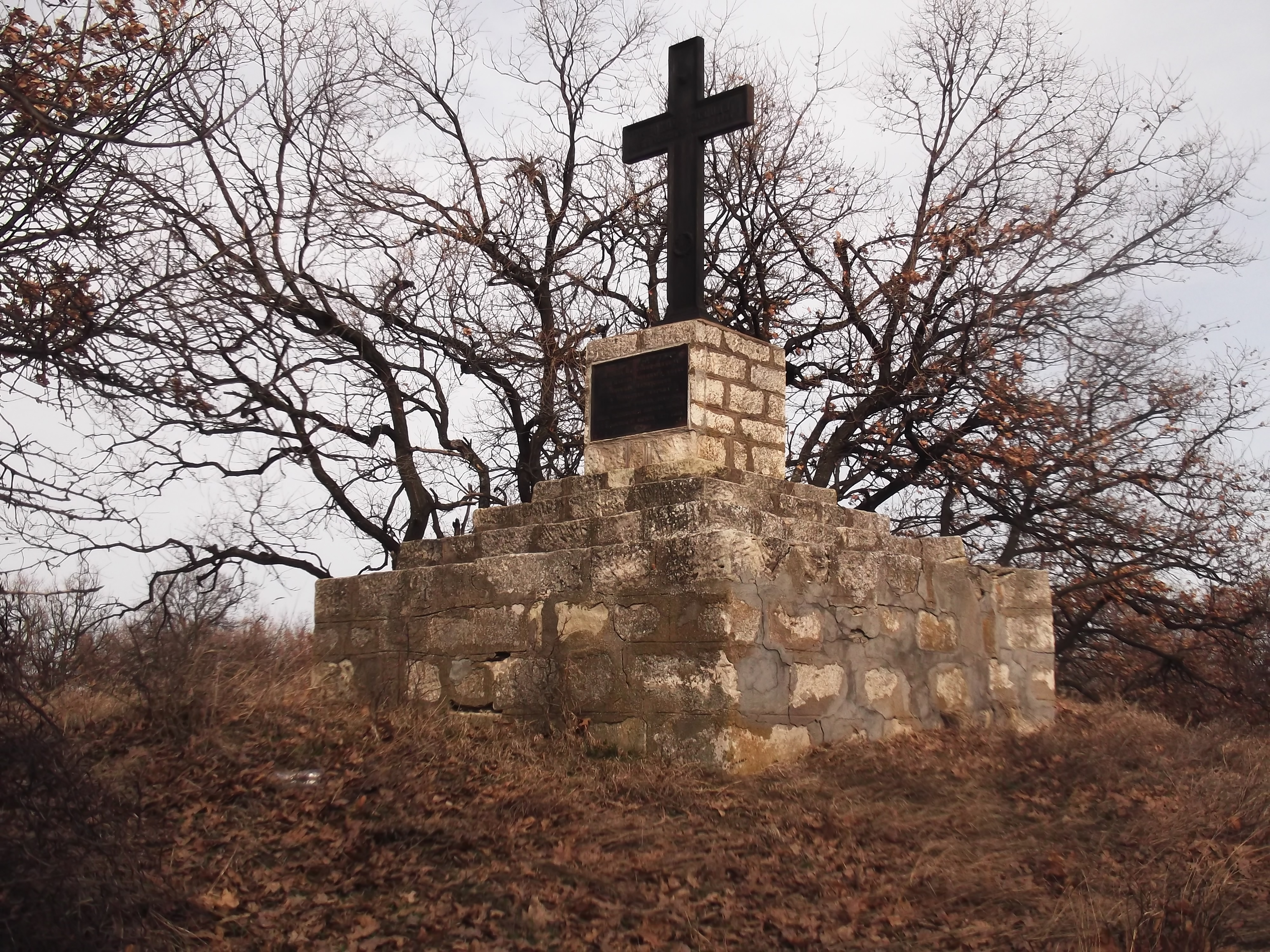
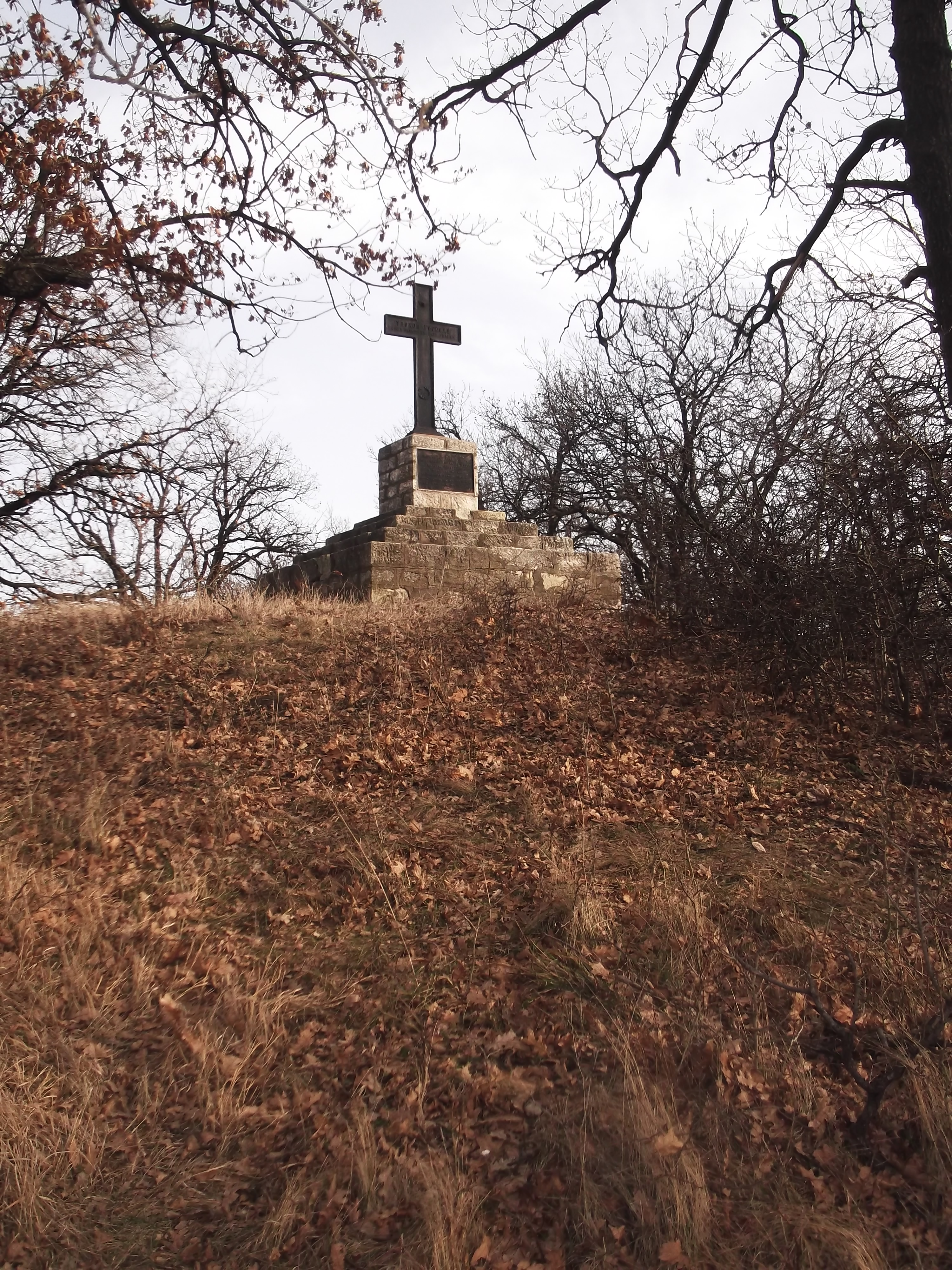
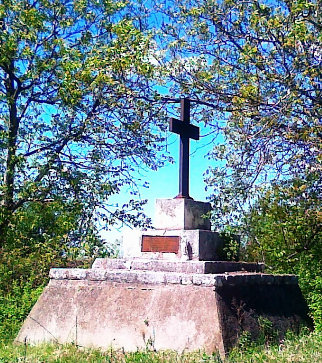
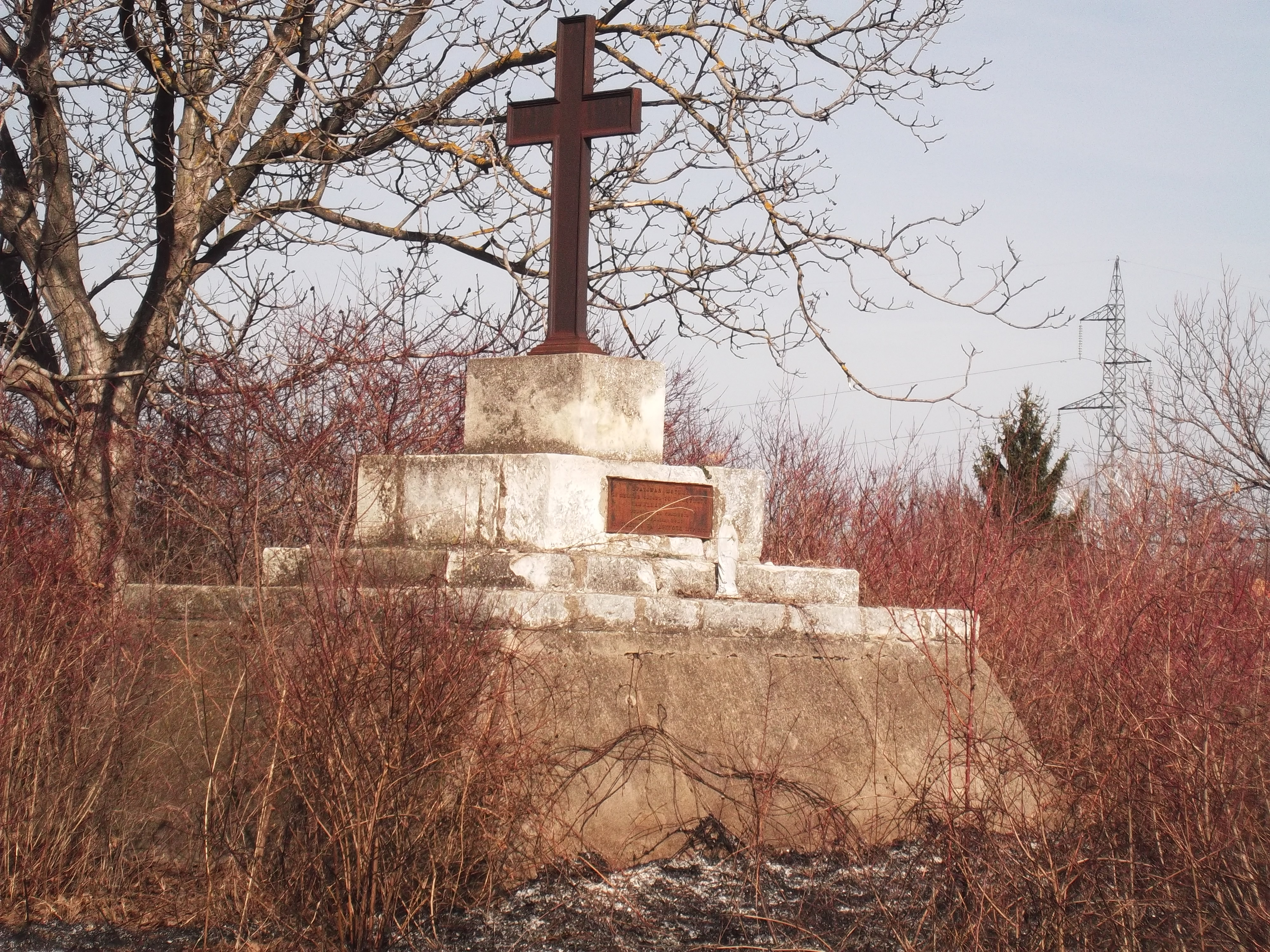
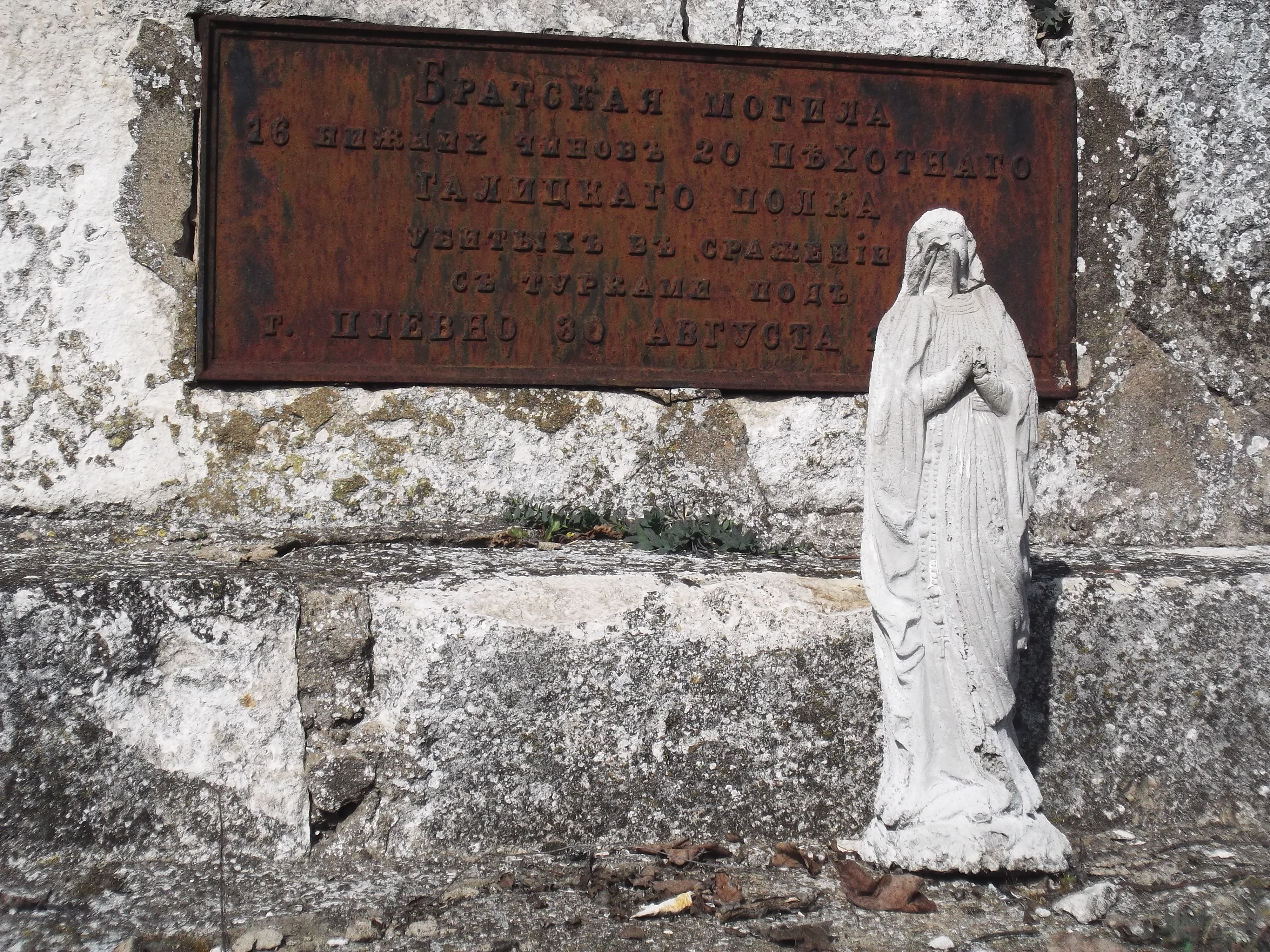
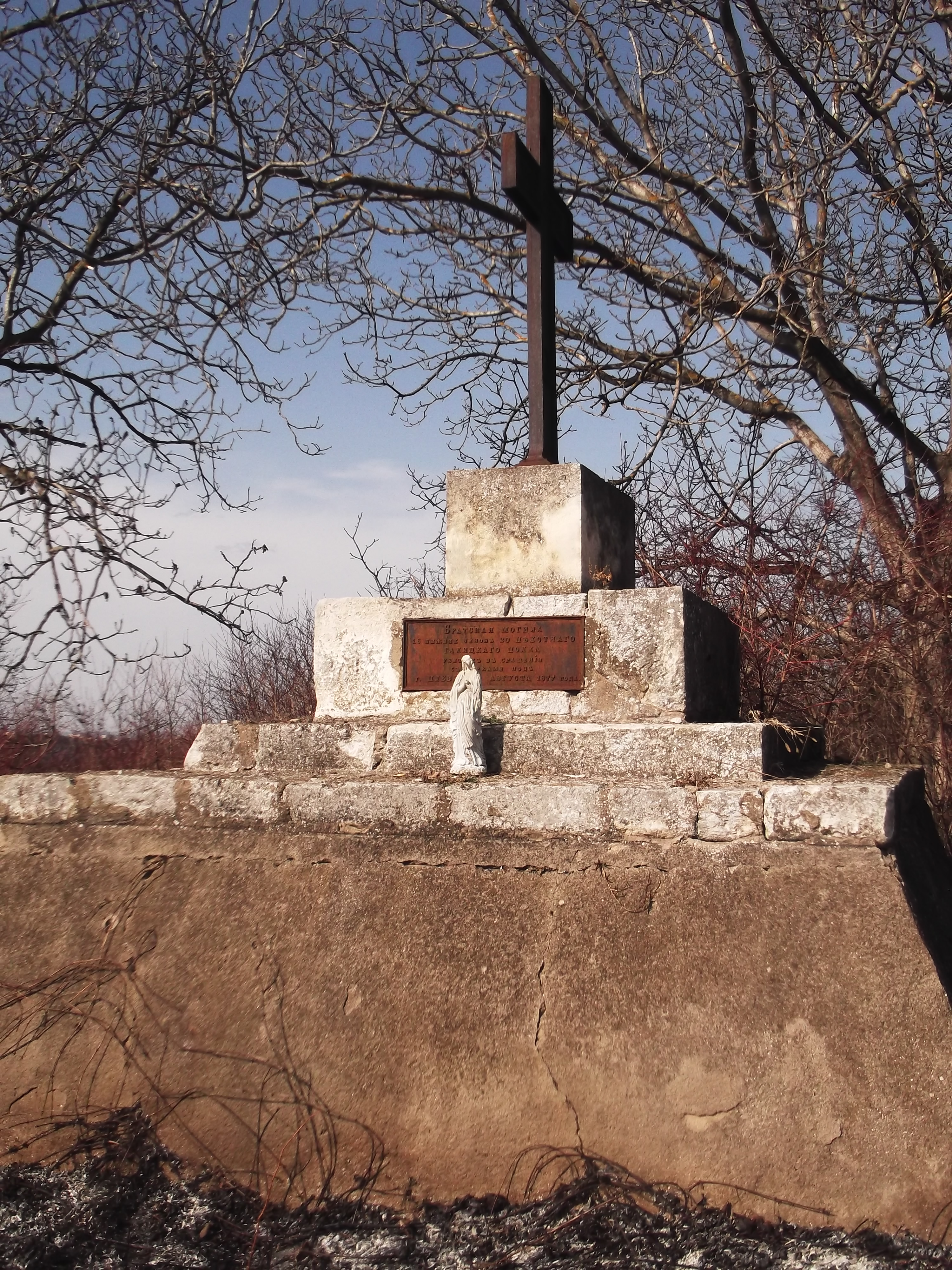

## Дислокація
- Севастополь, Таврійська губернія, в складі 1-ї бригади 13-ї дивізії.
- В 1820 році — Пронськ, Рязанська губернія. Другий батальйон полку знаходиться при поселенні 2-й уланський дивізії. Полк входив до складу 4-ї піхотної дивізії.  Губернське місто Житомир и (хітір Врангеля) Волинської губернії[1]
- 1857 рік — Кременець, Волинської губернії
- 1862 рік — сташа
- 1863 рік — сташа, Сандомеж, Опатов
- 1865 рік — Седльце
- 1914 рік —  Губернське місто Житомир (хітір Врангеля) Волинської губернії[1][2]

## Командири полку
- 10.1811 — 02.1822 — майор (в 1820 — полковник) Шелашніков Микола Іванович
- 01.02.1822 — 06.04.1830 — полковник Болен Лев Леонтійович
- В 1831 — полковник Соймонов Федір Іванович
- 1864 — 7.09.1870 — полковник Цвецінский Адам Гнатович
- 07.09.1870 — 03.08.1877 — полковник Разгільдеев Петро Анемподістович
- 03.08.1877 — 12.03.1886 — полковник Вернер Іван Іванович
- 16.03.1886 — 19.10.1892 — полковник Російський Олександр Олексійович
- 19.10.1892 — 21.07.1898 — полковник Русанов Сергій Іванович
- 27.07.1898 — 04.12.1901 — полковник Четиркін Микола Миколайович
- 10.01.1902 — 12.11.1907 — полковник Федотов Михайло Дем'янович
- 12.11.1907 — 08.02.1911 — полковник Джонсон Герберт Георгійович
- 24.02.1911 — 17.04.1914 — полковник Зарембо-Рацевіч Аркадій Йосипович
- 22.04.1914 — 03.09.1914 — полковник Лінда Костянтин Павлович
- 03.09.1914 — 06.06.1915 — полковник Романовський Георгій Дмитрович
- 07.06.1915 — 22.04.1917 — полковник Піотровський Едуард Францевич
- 22.04.1917 -? — полковник Островський Микола Григорович
- 12.08.1917 -? — полковник Несходовський Борис Якович

## Шеф
Шеф або почесний командир:
- Ліндфорс Федір Андрійович, генерал-майор, командир 1-ї бригади 13 пд.

## Відзнаки
1. Полковий прапор Георгіївське з написом: «За взяття Нікополя 3 липня 1877 г.»
2. Знаки на головні убори з написом: «За відзнаку». Подаровані 16 серпня 1833 р
3. «Похід за військове відміну». Наданий 30 липня 1856 р за відмінності в Кримську війну 1853-56 рр.
4. Георгіївська труба з написом «За Севастополь в 1854 і +1855 роках» Завітала 30 серпня 1856 р